# Barczew (gmina)
Barczew – dawna gmina wiejska istniejąca do 1954 roku w woj. łódzkim. Siedzibą władz gminy był Barczew.
W okresie międzywojennym gmina Barczew należała do powiatu sieradzkiego w woj. łódzkim. Po wojnie gmina zachowała przynależność administracyjną. Według stanu z 1 lipca 1952 roku gmina składała się z 14 gromad: Barczew, Będków, Dąbrowa Wielka, Dębołękam Kuśnie, Lipno, Pyszków, Ruszków, Stefanów Barszczewski I, Stefanów Barszczewski II, Stefanów Ruszkowski, Świerki, Wierzbowa i Wola Będkowska.
Jednostka została zniesiona 29 września 1954 roku wraz z reformą wprowadzającą gromady w miejsce gmin. Po reaktywowaniu gmin z dniem 1 stycznia 1973 roku gminy Barczew nie przywrócono, a jej dawny obszar wszedł głównie w skład gminy Brzeźnio.
Zobacz też: gmina Barczewo